# Strażnica WOP Sławatycze
Strażnica Wojsk Ochrony Pogranicza Sławatycze – zlikwidowany podstawowy pododdział Wojsk Ochrony Pogranicza pełniący służbę graniczną na granicy polsko-radzieckiej.

Strażnica Straży Granicznej w Sławatyczach – zlikwidowana graniczna jednostka organizacyjna Straży Granicznej realizująca zadania bezpośrednio w ochronie granicy państwowej z Republiką Białorusi.

## Formowanie i zmiany organizacyjne
1 stycznia 1960 w Sławatyczach stacjonowała placówka WOP nr 6 w strukturach 23 Chełmskiego Oddziału Wojsk Ochrony Pogranicza 
1 stycznia 1964 w Sławatyczach stacjonowała placówka WOP nr 6 23 Chełmskiego Oddziału WOP.
1 czerwca 1976 w związku ze zmianą ochranianego odcinka, dyktowaną przez reformę administracyjną kraju i nowy podział na województwa odtwarzano brygady na granicy ze Związkiem Radzieckim. Na bazie 23 Chełmskiego Oddziału WOP sformowano Nadbużańską Brygadę WOP. W jej strukturach 1 czerwca 1976, na bazie placówki WOP Sławatycze zorganizowano strażnicę WOP Sławatycze.
1 października 1989 rozformowana została Nadbużańska Brygada WOP, na jej bazie powstał Nadbużański Batalion WOP, a Strażnica WOP Sławatycze została włączona w struktury Podlasko-Mazurskiej Brygady WOP w Białymstoku i tak funkcjonowała do 15 maja 1991.
Straż Graniczna:
16 maja 1991 ochronę granicy państwowej przejęła nowo sformowana Straż Graniczna. Strażnica w Sławatyczach została włączona w struktury Nadbużańskiego Oddziału Straży Granicznej w Chełmie i przyjęła nazwę Strażnica Straży Granicznej w Sławatyczach (Strażnica SG w Sławatyczach).
W 2000 począwszy od Komendy Głównej SG, Oddziałów SG i na końcu strażnic SG oraz GPK SG, rozpoczęła się reorganizacja struktur Straży Granicznej związana z przygotowaniem Polski do wstąpienia, do Unii Europejskiej i przystąpieniem do Traktatu z Schengen. Podczas restrukturyzacji wprowadzono kompleksową ochronę granicy już na najniższym szczeblu organizacyjnym tj. strażnica i graniczna placówka kontrolna. Wprowadzona całościowa ochrona granicy zniosła podział na graniczne jednostki organizacyjne ochraniające tylko tzw. „zieloną granicę” i prowadzące tylko kontrole ruchu granicznego. W wyniku tego, 2 stycznia 2003, nastąpiło zniesie strażnicy SG w Sławatyczach. Ochraniany przez strażnicę odcinek granicy, wraz z obiektami i obsadą etatową przejęła Graniczna Placówka Kontrolna Straży Granicznej w Sławatyczach (GPK SG w Sławatyczach).

## Ochrona granicy

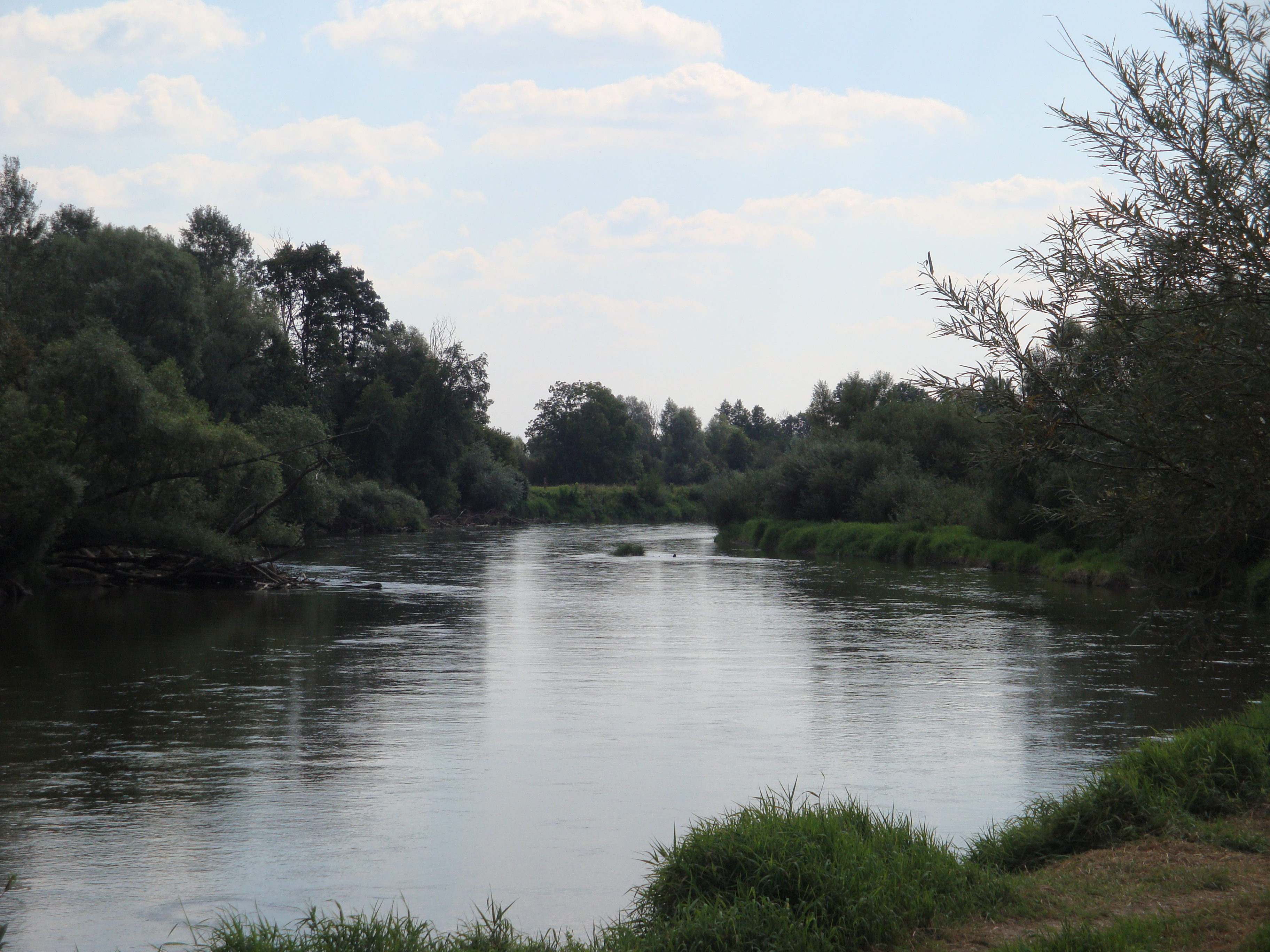
Granica polsko-białoruska, graniczna rzeka Bug w rej. Sławatycz

W okresie istnienia Związku Radzieckiego od 24 stycznia 1986 na ochranianym odcinku funkcjonowało przejście graniczne uproszczonego ruchu granicznego (urg), w którym kontrolę graniczną i celną osób, towarów oraz środków transportu wykonywała Strażnica WOP Sławatycze:
- Punkt Uproszczonego Przekraczania Granicy Sławatycze-Domaczewo.

Straż Graniczna:
Strażnica SG w Sławatyczach ochraniała wyłącznie odcinek granicy rzecznej z Republiką Białorusi przebiegającą środkiem koryta rzeki granicznej Bug o długości 27 km 790 m.
Od 21 stycznia 1995 na odcinku strażnicy funkcjonowało przejścia graniczne, w którym kontrolę graniczną osób, towarów i środków transportu wykonywała Graniczna Placówka Kontrolna Straży Granicznej w Sławatyczach:
- Sławatycze-Domaczewo (drogowe).

## Sąsiednie strażnice
- 7 placówka WOP Terespol ⇔ 5 placówka WOP Włodawa – 01.01.1960
- 7 placówka WOP Terespol ⇔ 5 placówka WOP Włodawa – 01.01.1964
- strażnica WOP Terespol ⇔ strażnica WOP Włodawa – 01.06.1976
- strażnica WOP Terespol ⇔ strażnica WOP Włodawa – 1990[6]

Straż Graniczna:
- strażnica SG w Terespolu ⇔ strażnica SG we Włodawie – 16.05.1991[12]
- strażnica SG w Kodniu ⇔ strażnica SG we Włodawie – 29.11.1997[13]
- strażnica SG w Kodniu ⇔ strażnica SG w Dołhobrodach – 29.11.2001[14].

## Dowódcy/komendanci strażnicy
- kpt. Henryk Szawarski (15.12.1983–był 31.07.1990)[15].